# Цьотева чешма
Цьотевата чешма (на гръцки: Κρήνη του Πέτρου Τσιώτη) е чешма в южномакедонския град Негуш, Гърция, обявена за паметник на културата.
Чешмата се намира на площад „Алония“ в едноименната негушка махала. Чешмата е каменна с един чучур. Изградена е в 1908 година от Петрос Цьотис, като за това свидетелства красива мраморна плоча с флорални мотиви и надпис „ΠΕΤΡΟΣ Α. ΤΣΙΩΤΗΣ 1908“.
В 2002 година чешмата е обявена за паметник на културата.